# Little Italy (San Diego)
Little Italy o Piccola Italia è un quartiere nel centro della città californiana di San Diego, popolato originariamente da pescatori Italiani. Nel corso degli anni, il quartiere è diventato un punto di riferimento turistico e nel tempo sono stati aperti negozi, ristoranti italiani e gallerie d'arte.
Nel quartiere, monitorato dall'Associazione Little Italy, vengono celebrati nel corso di tutto l'anno eventi culturali e feste aventi come tema l'Italia. Little Italy è caratterizzata da un basso tasso di delinquenza.

## Storia
Storicamente, Little Italy è nato come quartiere di pescatori. I pionieri furono alcuni marinai di Riva Trigoso, frazione di Sestri Levante (Genova), che fin dal Seicento navigavano nel Pacifico per conto della Spagna; le loro mete erano la città di Lima e il Cile.
La corsa all'oro del 1849 è stata la causa del loro trasferimento sulla costa della California, dove diventarono pescatori alla giornata, avendo come obiettivo la semplice sopravvivenza. Nel luogo di origine di questi pescatori, Riva, c'era un cantiere navale che costruiva navi di dimensioni notevoli e che impiegava numerose maestranze. Ciò spiega perché, anche una volta arrivati a San Diego, si occuparono della costruzione di barche per la pesca del tonno.
Dopo il terremoto di San Francisco del 1906, molte famiglie di pescatori si sono trasferite da San Francisco a Santa Cruz, Monterey, Santa Barbara, San Pedro e San Diego per dedicarsi alla pesca del tonno e alla produzione di altri generi alimentari. In questa comunità c'è la tendenza a contrarre matrimonio preferibilmente con altri italiani o comunque con cattolici.
Nel 1923-25 fu edificata nel quartiere la Chiesa di Nostra Signora del Rosario (San Diego) come chiesa cattolica italiana per servire alle necessità degli italiani ivi residenti. 
Negli anni settanta venne costruita l'autostrada Interstate 5, cosa che portò alla distruzione del 35% del quartiere; il commercio del tonno subì un calo significativo per circa una trentina d'anni.
Nel 1996 venne creata l'Associazione Little Italy e il quartiere ebbe una sorta di rinascita e riordino sociale. Attualmente vi sono numerosi edifici residenziali, con vari negozi e attività commerciali.

## Galleria d'immagini

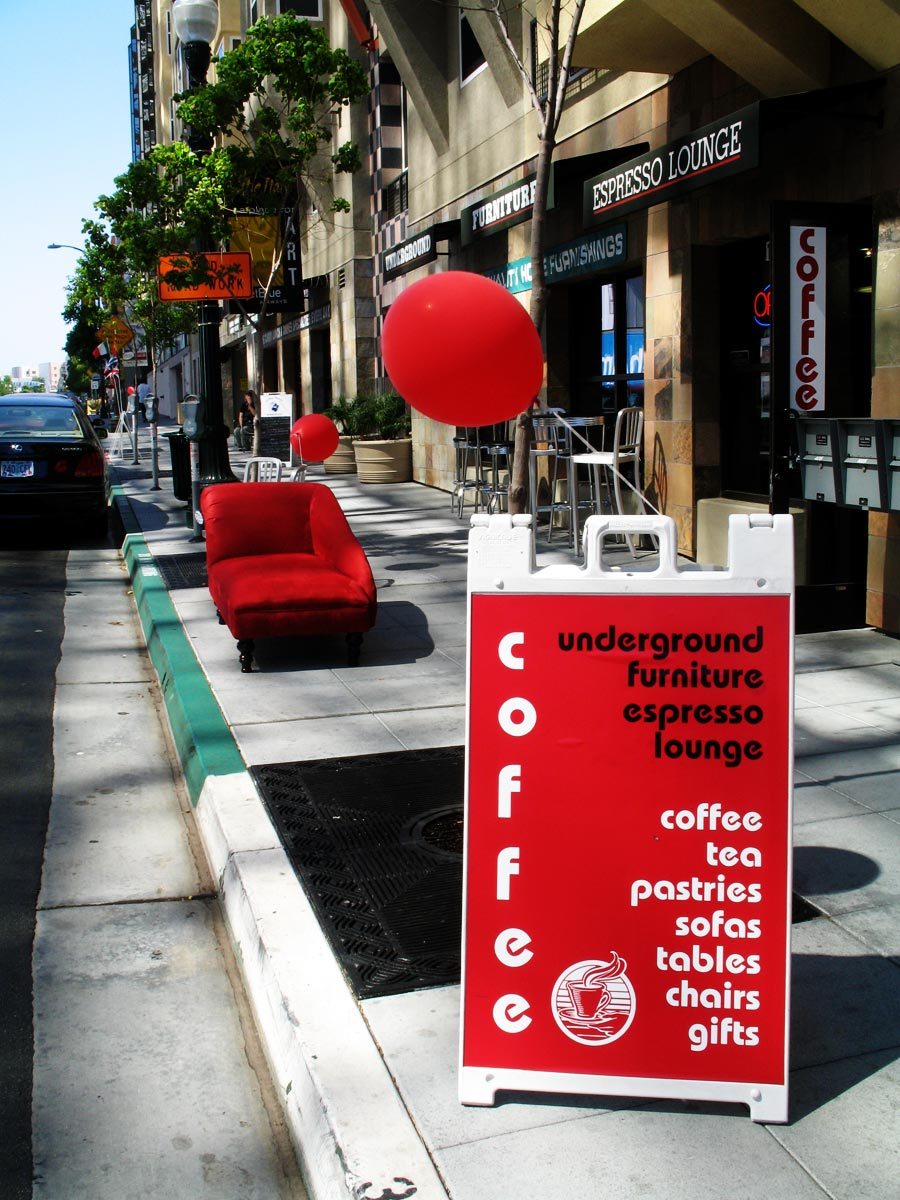
Uno dei tanti caffè della Little Italy.
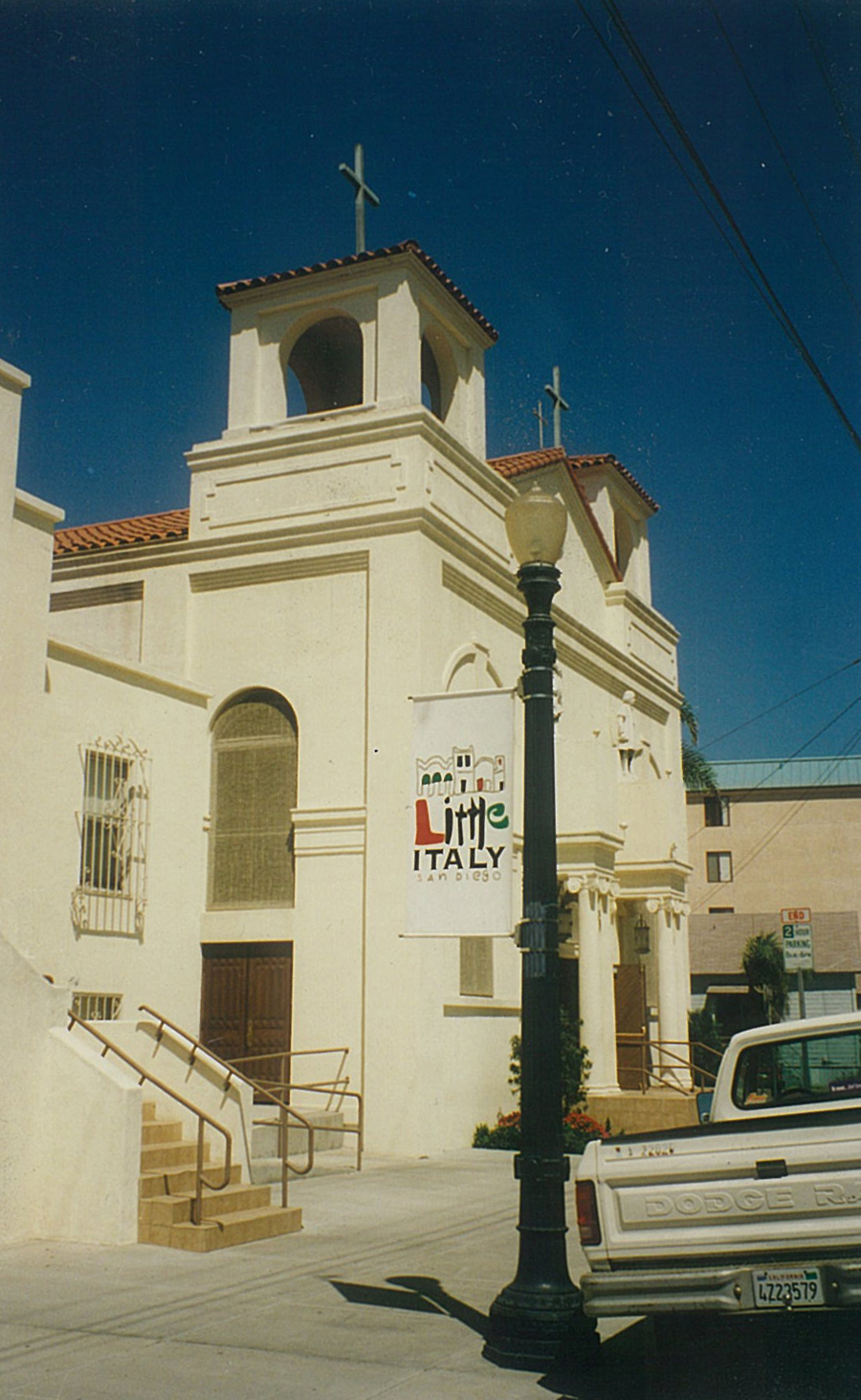
La chiesa Our Lady of the Rosary, amministrata dai Barnabiti